# Барфод, Хокон
Хокон Барфод (норв. Hakon Barfod, 17 августа 1926, Осло, Норвегия — 4 ноября 2013, Берум, Норвегия) — норвежский яхтсмен, чемпион летних Олимпийских игр в Лондоне (1948) и Хельсинки (1952).

## Спортивная карьера
Начал заниматься парусным спортом в послевоенное время вместе с Сигве Ли, стал членом экипажа норвежской лодки «Пан», построенной Тором Торвальдсеном. В конце 1940-х и начале 1950-х гг. экипаж «Пана» считался лучшим в мире в классе Дракон.
На летних Олимпийских играх в Лондоне (1948) стал чемпионом в этом классе, а через четыре года на Играх в Хельсинки (1952) — серебряным призёром. В 1948 и 1950 гг. побеждал на Золотом кубке класса Дракон, считавшемся неофициальным чемпионатом мира. Также считался сильным спортсменом в классе яхт «Снайп».
Став профессиональным создателем парусных судов, выпускал яхты классов «Снайп» и «Летучий голландец» на фабрике в Веттре, недалеко от Осло. Продолжал заниматься парусным спортом и в 1980-е гг., на момент смерти был старейшим из здравствовавших норвежским олимпийским чемпионом.